# Castro, Brazilia
Castro este un oraș în Paraná (PR), Brazilia.